# Табемисл
Табемисл або Добомисл (*д/н — 862) — верховний князь ободритів у 845—862 роках.

## Життєпис
Походив з династії Віцлава. Син Гостомисла, верховного князя ободритів. Про дату народження Табемисла нічого невідомо. У 844 році його батько загинув у боротьба з Східно-Франкським королівством. Після цього землі Ободрицького союзи були розділені між 4 племінними князями: вагрів, варнів, ободритів та полабів. Князем ободритів (бодричів) став Табемисл. він визнав зверхність франкського короля Людовика II.
Втім вже до 845 року зумів підкорити колишні землі Ободрицького союзу, ставши верховним князем. За однією з версій Табемисл переміг князя вагрів Реріка або Рюрика, який вимушений був втекти до Новгородського князівства. Втім, на думку інших дослідників, Табемисл вимушений був приборкувати колишніх членів Ободрицького союзу.
У 845 році Табемисл разом з данами брав участь у пограбуванні Гамбурга. В подальшому боровся за незалежність ободритів від Східно-Франкського королівства. Ймовірно до 850 року остаточно звільнився від залежності, скориставшись боротьбою між франкськими королівствами. Незабаром було укладено союзи з глинянами та смольнянами. Спільно з цими племенами атакував франкські землі, в результаті війна тривала. У 858 році Людовик II Німецький спрямував війська проти Табемисла та його союзників, проте останні відбили напад.
У 862 році розпочалася нова війна з франками. Втім Табемисл знову зумів відбити напад Людовика II, який втратив деяких з шляхетних осіб свого війська, не мав ніякого успіху і повернувся до свого королівства, вдовольнившись тим, що йому дали якихось заручників. Того ж року з невідомих причин Табемисл помер. Ободрицький союз знову розпався, але його того ж року об'єднав Мстівой.